# Jorge Triana Tena
Jorge Triana Tena (Ciudad de México, 8 de septiembre de 1979) es un abogado y político mexicano,  identificado con una ideología liberal libertaria, y militante del Partido Acción Nacional. 

## Formación académica
Estudió la carrera de Derecho y la maestría en Políticas Públicas en el Instituto Tecnológico Autónomo de México (ITAM). Cursó diplomados en Campañas y Elecciones por la George Washington University y en Gestión Pública y Gobernanza por la Universidad Complutense de Madrid.

## Trayectoria política
- Director general de Desarrollo Social en la Delegación Miguel Hidalgo.
- Diputado Federal a la 59 Legislatura. Representante del Poder Legislativo ante el Consejo General del IFE. Presidente de la Comisión Especial para la Reforma del Estado.
- Diputado Local a la 4.ª Legislatura en la Asamblea Legislativa del Distrito Federal. Vicecoordinador del Grupo Parlamentario del PAN. Presidente de la Comisión de Asuntos Político-Electorales.
- Comisionado Federal Metropolitano en la Secretaría de Economía.
- Jefe de la Unidad de Enlace Federal en la Secretaría de Gobernación.
- Diputado Federal a la 63 Legislatura por el distrito 10 de la Ciudad de México. Presidente de la Comisión de Régimen, Reglamentos y Prácticas Parlamentarias.
- Diputado Local al Primer Congreso de la Ciudad de México. Presidente de la Comisión de Asuntos Político-Electorales.
- Diputado Federal a la 65 Legislatura por el distrito 17 de la Ciudad de México. Vicecoordinador del Grupo Parlamentario del PAN.

## Colaboraciones con Medios de Comunicación
Ha colaborado como miembro del Consejo Editorial de la secciones “Ciudad” y “Nacional” del periódico Reforma. 
Actualmente es columnista semanal en el periódico El Universal, en la Revista Expansión y en Reporte Índigo.
Además participa semanalmente como comentarista político en Radio Fórmula.